# Geologia do petróleo
Geologia do petróleo é a aplicação conjugada da ciência e da técnica da geologia, devidamente assistida por outras ciências e técnicas conexas à busca de hidrocarbonetos, ao petróleo, quer nos aspectos de prospecção, quer nos de exploração e uso, bem como nos de estudos e pesquisas sobre a natureza, a origem e as composições particulares dos diversos petróleos.

## Origem do petróleo
Entre diversas teorias existentes para explicar a origem do petróleo vem de baixo da terra, a mais aceita, atualmente, é a de sua origem orgânica, a postular que tanto o petróleo como o gás natural seriam combustíveis fósseis, da mesma forma que o carvão.
Sob essa teoria, existem algumas evidências de que o petróleo possa ter sido formado pela transformação de matéria orgânica proveniente da superfície terrestre, a qual foi depositada na forma de sedimentos em regiões anóxicas (sem oxigênio) no passado geológico, constituindo uma acepção ortodoxa e ainda muito popular para a origem do petróleo.
Os restos de matéria orgânica, bactérias, produtos nitrogenados e sulfurados no petróleo indicam que ele é o resultado de uma transformação da matéria orgânica acumulada no fundo dos oceanos e mares durante milhões de anos, sob pressão das camadas de sedimentos que foram se depositando e formando rochas sedimentares. O conjunto dos produtos provenientes desta degradação, hidrocarbonetos e compostos voláteis, misturados aos sedimentos e aos resíduos orgânicos, está contido na rocha-mãe; a partir daí o petróleo é expulso sob efeito da compactação provocada pela sedimentação, migrando para impregnar areias ou rochas mais porosas e mais permeáveis, tais como arenitos ou calcários. Uma camada impermeável, quando constitui uma “armadilha”, permite a acumulação dos hidrocarbonetos, impedindo-os de escapar.

## Ocorrência
O petróleo é encontrado sobretudo ao longo de grandes estruturas presentes na subsuperfície, sendo que a tais estruturas associam-se falhas profundas associadas à interação de placas tectônicas, como por exemplo: zonas de subducção causadas por colisão de placas e zonas divergentes, associadas à separação de placas continentais. Nessas condições, formam-se bacias sedimentares, que possuem rochas fonte, onde a matéria orgânica é cozida e pressurizada, rochas reservatórios, porosas e permeáveis, por onde a matéria orgânica migra e se acumula, ao encontrar rochas selantes.
As reativações de importantes falhas tectônicas que ocorrem ao longo da evolução das bacias sedimentares permitem ciclos de sedimentação que sobrepõem esses tipos de rocha. Estruturas de deformação, como dobras e fraturas associadas a essas falhas estabelecem condições de temperatura e pressão que interagem com hidrocarbonetos acumulados, do que podem resultar óleos com diversos tipos de qualidades.

## Pesquisa do petróleo

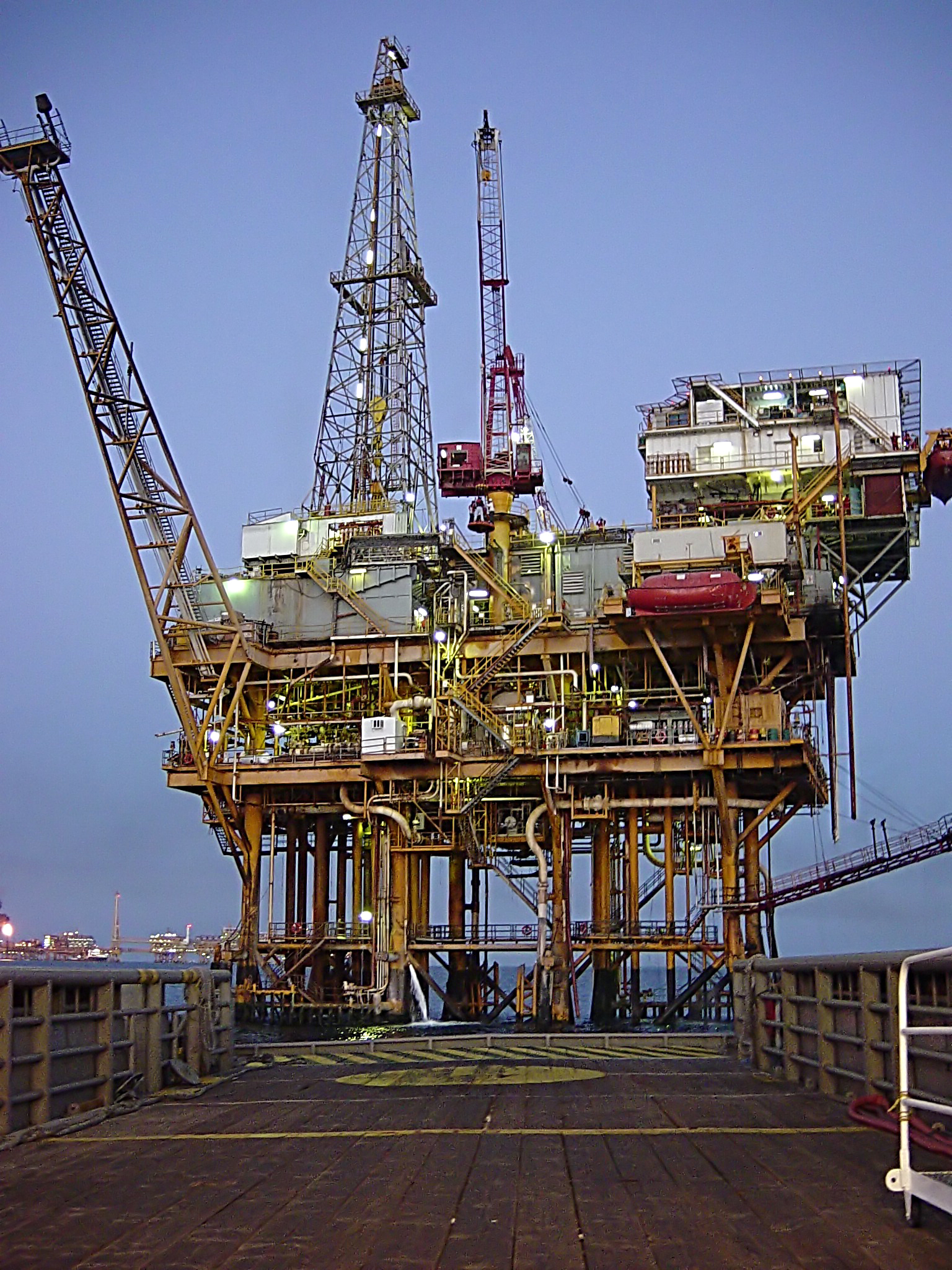
Plataforma marinha de extração do petróleo

Na aplicação de estudos geológicos para prospecção e pesquisa de petróleo são utilizados diversos métodos geofísicos (sísmica, gravimetria, magnetometria, imagens de satélite). O petróleo é encontrado tanto no subsolo marinho como no terrestre, sobretudo nas bacias sedimentares, mas também em rochas do embasamento cristalino.
São estudadas as rochas reservatórios e as rochas selantes através de sedimentologia e estratigrafia, e na caracterização das armadilhas os estudos das estruturas que permitem acumulações econômicas.
Na perfuração de um poço de petróleo são descritas nas rochas atravessadas, buscando também indícios de hidrocarbonetos. Posteriormente são utilizadas ferramentas que investigam propriedades radioativas, elétricas, magnéticas e elásticas das rochas da parede do poço (perfilagem) as quais permitem identificar e avaliar a presença de hidrocarbonetos.

## Análise de bacias sedimentares
A geologia do petróleo trata principalmente da avaliação de sete elementos chave em bacias sedimentares:
- Rocha reservatório ou rocha fonte[1]
- Reservatório
- Selo
- Trapa

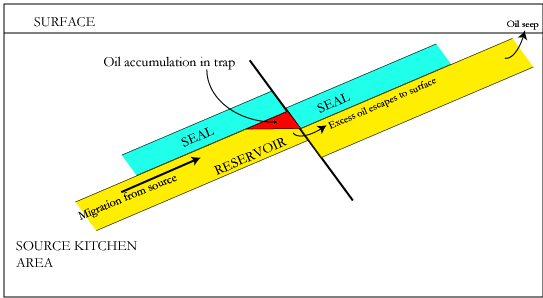
Uma armadilha estrutural ("trapa"), onde uma falha é justaposta a um reservatório poroso e permeável contra uma vedação ("selo") impermeável. O petróleo (mostrado em vermelho) acumula-se contra o selo, na profundidade da base do selo. Qualquer óleo posteriormente migrando da fonte vai escapar para a superfície e escoar.

- Tempo (a cronologia, o histórico dos processos)
- Maturação
- Migração

Em geral, todos estes elementos devem ser avaliados através de uma 'janela' limitada para o mundo subterrâneo, fornecido por um (ou possivelmente mais) poços de exploração. Estes poços apresentam somente um segmento monodimensional através da Terra e a habilidade de se inferir características tridimensionais deles é um dos aspectos mais fundamentais e, geologia de petróleo. Recentemente, a disponibilidade de dados sísmicos tridimensionais (de sismologia de reflexão) baratas e de alta qualidade tem ajudado grandemente a precisão de tais interpretações. A seção seguinte discute estes elementos. Para um tratamento mais aprofundado do tema, ver a segunda metade deste artigo abaixo.
Avaliação da fonte utiliza os métodos de geoquímica para quantificar a natureza das rochas ricas em compostos orgânicos que contêm os precursores dos hidrocarbonetos, de forma que o tipo e a qualidade dos hidrocarbonetos expelidos possam ser avaliados.
O reservatório é uma unidade litológica porosa e permeável ou conjunto de unidade que retém as reservas de hidrocarbonetos. A análise de reservatórios no mais simples nível requer uma avaliação da sua porosidade (para calcular o volume de hidrocarbonetos in situ) e sua permeabilidade (para calcular quão facilmente os hidrocarbonetos irão fluir fora dele). Algumas das disciplinas chaves usadas na análise de reservatórios são os campos da estratigrafia, sedimentologia, e engenharia de reservatórios.
O selo, ou rocha selante, é uma unidade com baixa permeabilidade que impede o escape de hidrocarbonetos da rocha reservatório. Selos comuns incluem evaporitos, gredas e folhelhos. A análise de selos envolvem a avaliação de sua espessura e extensão, de modo que sua eficácia pode ser quantificada.
A 'trapa é a característica estratigráfica ou estrutural, que garante a justaposição do reservatório e selo de tal forma que os hidrocarbonetos permanecem presos no subsolo, em vez de fugir (devido à sua natural flutuabilidade) e se perderem.
A análise da maturação envolve a a avaliação da história termal da rocha fonte de maneira a produzir predições da quantidade e cronologia da geração e expulsão dos hidrocarbonetos.
Finalmente, estudos de migração revelam informação sobre como hidrocarbonetos movem-se da fonte ao reservatório e ajudam a quantificar a fonte (ou "a cozinha") dos hidrocarbonetos em uma área em particular.

## Subdisciplinas principais em geologia do petróleo
Existem várias subdisciplinas principais em geologia do petróleo para estudar aos sete elementos chaves discutidos acima.

### Análise da rocha fonte
Em termos da análise da rocha fonte, vários fatos necessitam ser estabelecidos. Primeiramente, a questão que deve ser respondida é se realmente existe qualquer rocha fonte na área. Delimitação e identificação de rochas fontes potenciais depende de estudos de estratigrafia, paleogeografia e sedimentologia do local para determinar a probabilidade de sedimentos ricos em compostos orgânicos terem sido depositados no passado.
Se a probabilidade de haver uma rocha de origem é considerada alto, a próxima questão é o estado de maturidade térmica da fonte, e o tempo de maturação. Maturação de rochas de origem (ver diagênese e combustíveis fósseis) depende fortemente da temperatura, de modo que a maioria da produção de petróleo ocorre na faixa de 60° a 120 °C. A geração de gás inicia a temperaturas similares, mas pode continuar até além deste intervalo, talvez tão elevada como 200 °C. Para determinar a probabilidade de geração de óleo/gás, portanto, a história térmica da rocha fonte deve ser calculada. Isto é feito com uma combinação de análises geoquímicas de rocha de origem (para determinar o tipo de querogênios presentes e suas características de maturação) e métodos de modelagem de bacias, tal como back-stripping, para modelar o gradiente térmico na coluna sedimentar.

### Análise do reservatório
A existência de uma rocha reservatório (tipicamente, arenitos e calcários fraturados) é determinada através de uma combinação de estudos regionais (i.e. análises de outros poços na área), estratigrafia e sedimentologia (para quantificar o padrão e a extensão da sedimentação) e interpretação sísmica. Uma vez que um possível reservatório de hidrocarbonetos foi identificado, as características físicas principais de um reservatório que são de interesse para um explorador de hidrocarbonetos são a sua porosidade e permeabilidade. Tradicionalmente, estes são determinados através do estudo de amostras em mãos, as partes contíguas do reservatório que afloram na superfície e pela técnica de avaliação de formação usando ferramentas de rede passadas no próprio fundo do poço. Os modernos avanços na aquisição e processamento de dados sísmicos fizeram com que atributos sísmicos das rochas do subsolo estejam prontamente disponíveis e podem ser usados para inferir propriedades físico/sedimentares das próprias rochas.